# Ingelmunster
Ingelmunster é um município belga da província de Flandres Ocidental. O município é constituído unicamente pela vila de Ingelmunster propriamente dita. Em 1 de Julho de 2006, o município tinha 10.602 habitantes, uma superfície de 16,16 km² , a que correspondia uma densidade populacional de 656 habitantes por km².